# 王辉丰
王辉丰（1936年8月—），男，汉族，海南琼海人，中华人民共和国政治人物，曾任九三学社中央委员会常务委员，海南省政协副主席，第七、八、九、十届全国政协委员。